# Carmela Vincenti
Carmela Vincenti (Bari, 9 gennaio 1956) è un'attrice, personaggio televisivo e doppiatrice italiana.

## Biografia
Nata a Bari, poco più che ventenne si è trasferita a Roma.
In teatro ha lavorato con Tonino Pulci, Giancarlo Sammartano, Michele Mirabella, Toni Garrani, Patrick Rossi Gastaldi e Michal Znaniecki.
Al cinema è stata diretta Carlo Verdone in Compagni di scuola, Pupi Avati in Il testimone dello sposo, Carlo Vanzina in Selvaggi, Luca Lucini in Tre metri sopra il cielo; ha lavorato inoltre con Giovanni Vernia e Paolo Uzzi in Ti stimo fratello.
Come doppiatrice ha dato la voce a Melanie Griffith in Una donna in carriera e a Laura Antonelli nel film Roba da ricchi.
Negli anni ottanta ha lavorato prevalentemente a Radio Rai, principalmente nei programmi della coppia Michele Mirabella - Toni Garrani.
In televisione ha partecipato a diverse trasmissioni della Rai, quali Aperto per ferie e L'Italia s'è desta con Michele Mirabella, La piscina (1991), con Alba Parietti, Ritira il premio con Nino Frassica, ed è stata inviata speciale nella trasmissione di Antonio Lubrano Mi manda Lubrano. Ha lavorato anche in alcuni programmi di Radio 2. Nella sua carriera televisiva c'è stato inoltre un game show di Canale 5,  Cos'è Cos'è, in cui ha affiancato Jocelyn.

## Filmografia

### Attrice

#### Cinema
- Compagni di scuola, regia di Carlo Verdone (1988)
- Selvaggi, regia di Carlo Vanzina (1995)
- Il testimone dello sposo, regia di Pupi Avati (1998)
- Tre metri sopra il cielo, regia di Luca Lucini (2004)
- Ti stimo fratello, regia di Giovanni Vernia e Paolo Uzzi (2012)

#### Televisione
- Il commissario Corso, regia di Gianni Lepre – serie TV (1991)
- Melensa, regia di Gennaro Nunziante – serie TV (1996)
- Ama il tuo nemico 2, regia di Damiano Damiani – serie TV (2001)
- Un medico in famiglia, quarta stagione, regia di Isabella Leoni e Claudio Norza – serie TV (2004)
- Regina dei fiori, regia di Vittorio Sindoni – miniserie TV (2005)
- La contessa di Castiglione, regia di Josée Dayan – miniserie TV (2006)
- Distretto di Polizia 6, regia di Antonello Grimaldi – serie TV, episodio 6x11 (2006)
- Mogli a pezzi, Alessandro Benvenuti e Vincenzo Terracciano – serie TV (2008)
- I liceali, regia di Lucio Pellegrini – serie TV (2008)
- Crimini bianchi, regia di Alberto Ferrari – serie TV (2008)
- La scelta di Laura, regia di Alessandro Piva – serie TV (2009)
- Caterina e le sue figlie, regia di Alessandro Benvenuti, Alessio Inturri e Riccardo Mosca – serie TV (2010)
- I delitti del cuoco, regia di Alessandro Capone – serie TV (2010)
- Due imbroglioni e... mezzo!, regia di Franco Amurri – serie TV (2010)
- Fratelli Caputo, regia di Alessio Inturri – miniserie TV (2020-2021)
- Storia di una famiglia perbene, regia di Stefano Reali – serie TV (2021)

### Doppiatrice
- Melanie Griffith in Una donna in carriera
- Laura Antonelli in Roba da ricchi
- Angela Molina in Caterina e le sue figlie 3

## Teatro
- Ti scrivo dalle nuvole ... a Maria di e con Carmela Vincenti
- Donne molto occupatissime di e con Carmela Vincenti
- Spose di e con Carmela Vincenti, regia di Michal Znaniecki
- Una serata veramente orribile di e con Carmela Vincenti
- Gran Caffè Italia regia di Michele Mirabella
- Gran Caffè corretto regia di Michele Mirabella
- La vera storia del cinema americano regia di Tonino Pulci
- Diario di una gatta regia di Giancarlo Sammartano
- Tana per Tommy e Kitty regia di Michele Mirabella
- La locandiera regia di Marinella Anaclerio
- Cena nel salotto Verdurin regia di Angelo Gallo
- Domande di matrimonio regia di Vito Signorile
- Don Juan regia di Cosimo Cinieri

## Programmi TV
- Aperto per ferie, con Michele Mirabella e Toni Garrani
- La piscina, con Alba Parietti
- Ritira il premio, con Nino Frassica
- L'Italia s'è desta, con Michele Mirabella
- Cos'è cos'è, con Jocelyn
- Siamo alla frutta, con Michele Mirabella e Toni Garrani
- Mi manda Lubrano, con Antonio Lubrano

## Radio
- Omaggio a Pino Pascali (Radio 3) di Nico Bizzarro
- La luna sul treno (Radio 2) di Mirabella-Garrani
- La luna nel pozzo (Radio 2) di Mirabella-Garrani
- Ma che vuoi la luna? (Radio 2) di Mirabella-Garrani
- Motonave Selenia (Radio 2) 1982 di e con Mirabella-Garrani

## Opere
- Poesie della controra. Opera omnia di Santina Trapasso. Testo inglese a fronte, Bari, Palomar di Alternative, 2000, ISBN 9788887467369.